# Thomas Flach
Thomas Flach (Potsdam, 3 juni 1956) is een Duits zeiler.
Flash won samen met Bernd Jäkel en Jochen Schümann de gouden medaille tijdens de Olympische Zomerspelen 1988 in de Soling, vier jaar later behaalde zij de vierde plaats. In 1996 werd Flach samen met zijn ploeggenoten de gouden medaille. 
Op de wereldkampioenschappen behaalde Flach vier medaille waaronder in 1992 de gouden medaille.

## Wereldkampioenschappen
| Jaar | Plaats               | Resultaten |
| ---- | -------------------- | ---------- |
| 1991 | Rochester (New York) | Soling     |
| 1992 | Cádiz                | Soling     |
| 1996 | Punta Ala            | Soling     |
| 1999 | Melbourne            | Soling     |

## Olympische Zomerspelen
| Jaar | Plaats    | Resultaten |
| ---- | --------- | ---------- |
| 1988 | Seoel     | Soling     |
| 1992 | Barcelona | 4e Soling  |
| 1996 | Atlanta   | Soling     |

1972: William Allen / William Bentsen / Harry Melges ·
1976: Valdemar Bandolowski / Erik Hansen / Poul Richard Høj Jensen ·
1980: Valdemar Bandolowski / Erik Hansen / Poul Richard Høj Jensen ·
1984: Roderick Davis / Robert Haines / Edward Trevelyan ·
1988: Thomas Flach / Bernd Jäkel / Jochen Schümann ·
1992: Jesper Bank / Steen Secher / Jesper Seier ·
1996: Thomas Flach / Bernd Jäkel / Jochen Schümann ·
2000: Jesper Bank / Henrik Blakskjær / Thomas Jacobsen